# Rubus celticus
Rubus celticus är en rosväxtart som beskrevs av Newton. Rubus celticus ingår i släktet rubusar, och familjen rosväxter. Inga underarter finns listade i Catalogue of Life.